# UFC 285
UFC 285: Jones vs. Gane fue un evento de artes marciales mixtas producido por Ultimate Fighting Championship que tuvo lugar el 4 de marzo de 2023 en el T-Mobile Arena en Paradise, Nevada, parte del área metropolitana de Las Vegas, Estados Unidos.

## Antecedentes
El combate por el Campeonato de Peso Pesado de la UFC entre Jon Jones y Ciryl Gane encabece el evento. El ex campeón Francis Ngannou fue despojado del título el 14 de enero y liberado de la promoción debido a una disputa contractual. Sergei Pavlovich actuó como reserva y posible sustituto para este combate.
El combate por el Campeonato Femenino de Peso Mosca de la UFC entre la actual campeona Valentina Shevchenko y Alexa Grasso tuvo lugar en este evento.
Un combate femenino de peso paja entre Jessica Penne y Tabatha Ricci tuvo lugar en este evento. Anteriormente estaba previsto que se enfrentaran en UFC Fight Night: Dern vs. Yan, pero el combate se canceló al retirarse Penne por enfermedad.
Se esperaba un combate de peso wélter entre Geoff Neal y Shavkat Rakhmonov para este evento. Anteriormente se esperaba que se enfrentaran en UFC Fight Night: Strickland vs. Imavov pero Neal se retiró debido a una lesión. En el pesaje, Neal pesó 175 libras, cuatro libras por encima del límite de peso wélter. El combate se celebró en el peso acordado y Neal fue multado con el 30% de su bolsa, que fue a parar a Rakhmonov.
Un combate de peso medio entre Bo Nickal y Jamie Pickett tuvo lugar en este evento. Anteriormente se esperaba que se enfrentaran en UFC 282 pero Nickal se retiró debido a una lesión.
Se esperaba un combate de peso gallo entre Cody Garbrandt y Julio Arce para este evento. Sin embargo, Arce se retiró a finales de enero debido a una lesión de rodilla y fue sustituido por Trevin Jones.
Se esperaba un combate de peso ligero entre Jalin Turner y Dan Hooker para este evento. Sin embargo, Hooker se vio obligado a retirarse del evento alegando una lesión en la mano. Fue sustituido por Mateusz Gamrot.
Se esperaba un combate de peso ligero entre Kamuela Kirk y Esteban Ribovics para este evento. Sin embargo, Kirk se retiró del evento por razones desconocidas y fue sustituido por Loik Radzhabov.
También en el pesaje, Leomana Martinez pesó 137 libras, una libra por encima del límite de peso gallo. El combate continuó en el peso acordado y Martinez fue multada con el 30% de su bolsa, que fue a parar a manos de su oponente Cameron Saaiman.
Road House, remake de la película homónima de 1989, rodó algunas de sus escenas durante la semana de la lucha, con la participación del actor Jake Gyllenhaal y el veterano de la UFC Jay Hieron. Incluía una escena de pesaje y una secuencia real del combate que se rodó después del último combate de la tarjeta preliminar, en la que aparecían el locutor de la jaula de la UFC Bruce Buffer y el árbitro de MMA Chris Tognoni.

## Resultados
1. ↑  Por el vacante Campeonato de Peso Pesado de la UFC.
2. ↑  Por el Campeonato Femenino de Peso Mosca de la UFC.
3. ↑  A Saaimann se le descontó 1 punto en el primer asalto por múltiples golpes en la ingle.

## Premios de bonificación
Los siguientes luchadores recibieron bonificaciones de $50000 dólares.
- Pelea de la Noche: Shavkat Rakhmonov vs. Geoff Neal
- Actuación de la Noche: Jon Jones, Alexa Grasso, y Bo Nickal